# Rhamphospora nymphaeae
Rhamphospora nymphaeae är en svampart som beskrevs av D.D. Cunn. 1888. Rhamphospora nymphaeae ingår i släktet Rhamphospora och familjen Rhamphosporaceae.   Inga underarter finns listade i Catalogue of Life.